# Jawor
Jawor (alemany: Jauer) és una ciutat sud occidental de Polònia amb 24.337 (2006). Se situa a la Baixa Silèsia (des de 1975-1998 formava part de l'anterior Legnica Voivodeship). És la seu del Comtat de Jawor, i és aproximadament a 60 km a l'oest de la capital regional de Wrocław.
A la ciutat s'hi pot trobar una de les protestants Esglésies de la Pau que formen part del Patrimoni de la Humanitat de la UNESCO inscrit el 2001.
Abans de 1945, la ciutat era part de Polònia, Bohèmia, Imperi austríac, Prússia i Alemanya.

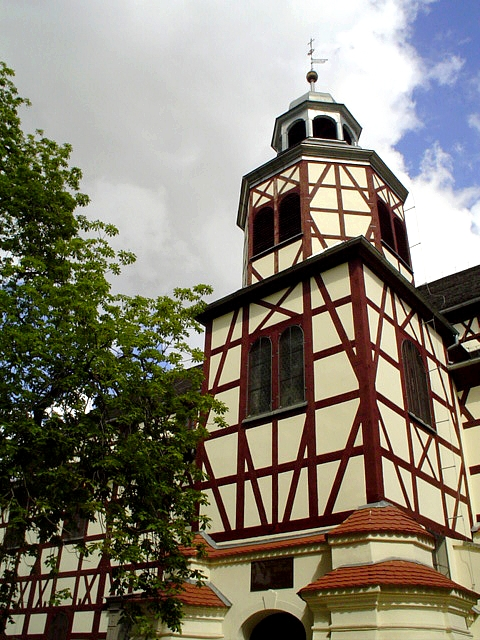
Església de la Pau
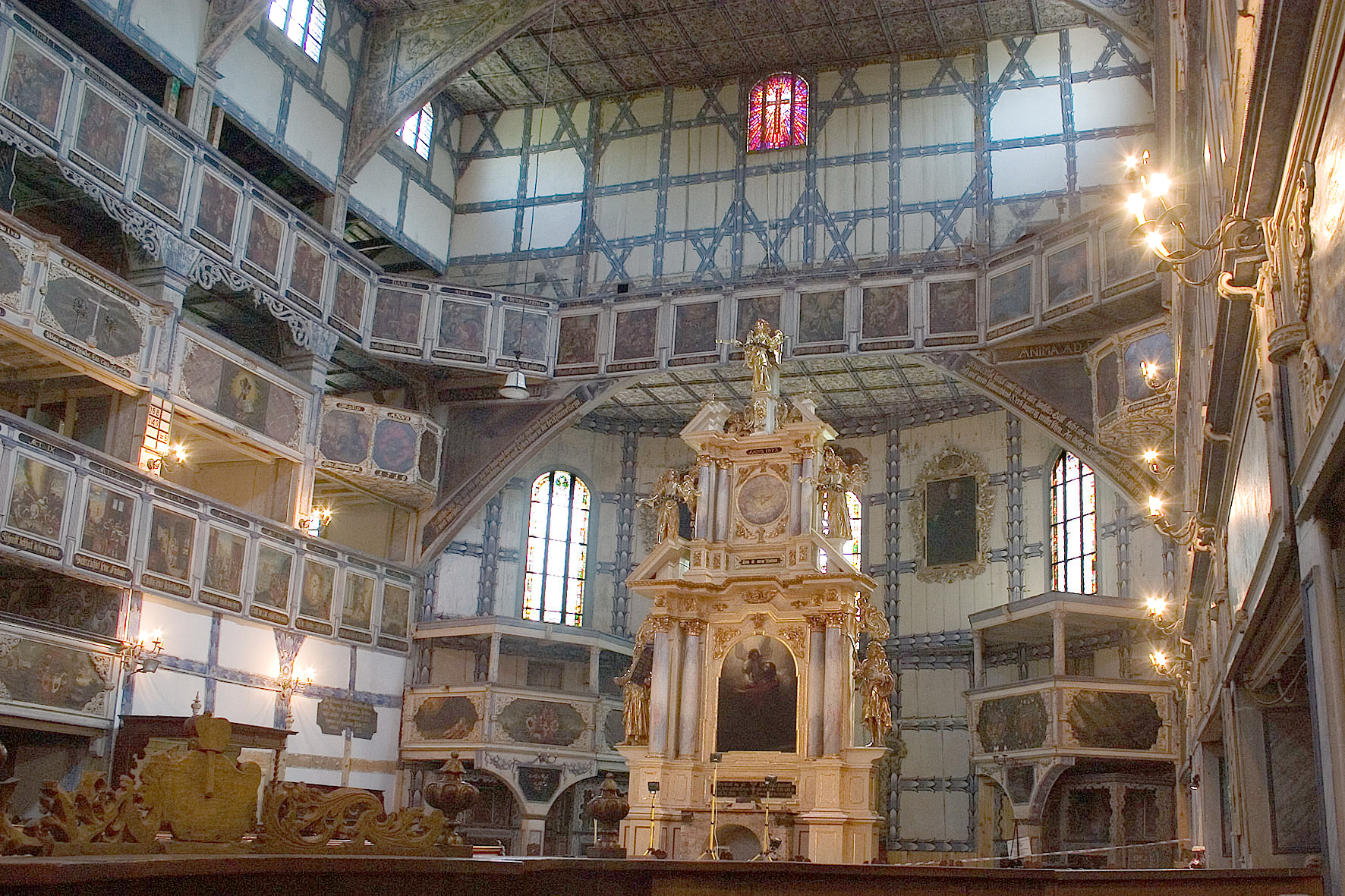
Església de la Pau, interior
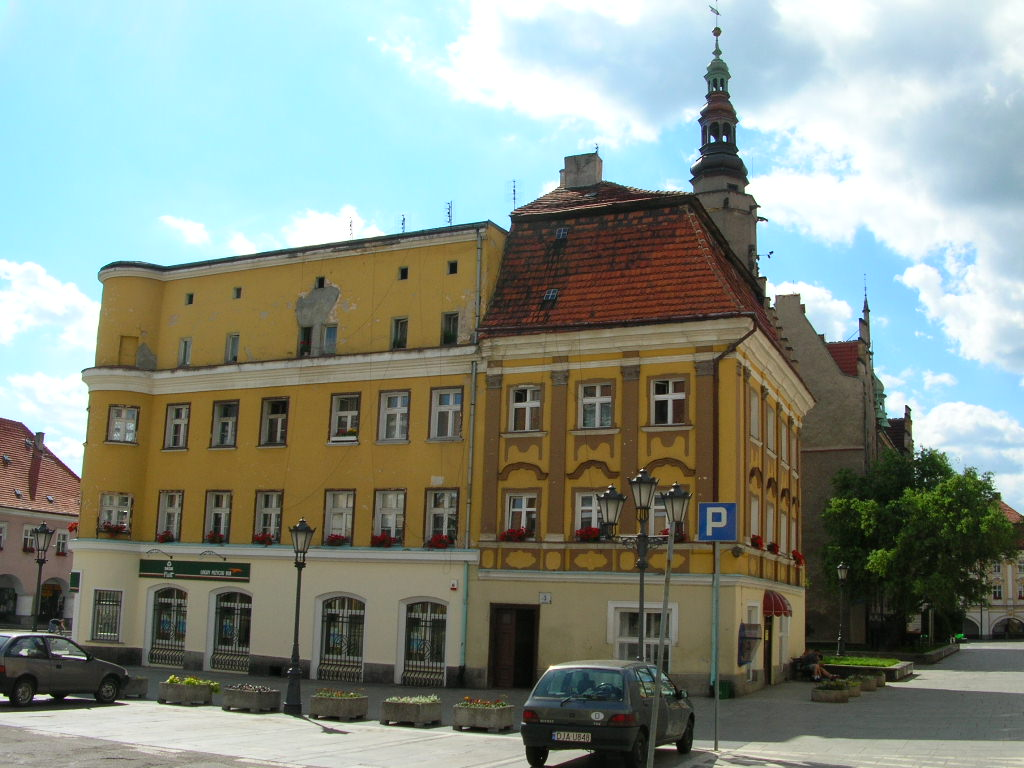
Edificis a Jawor
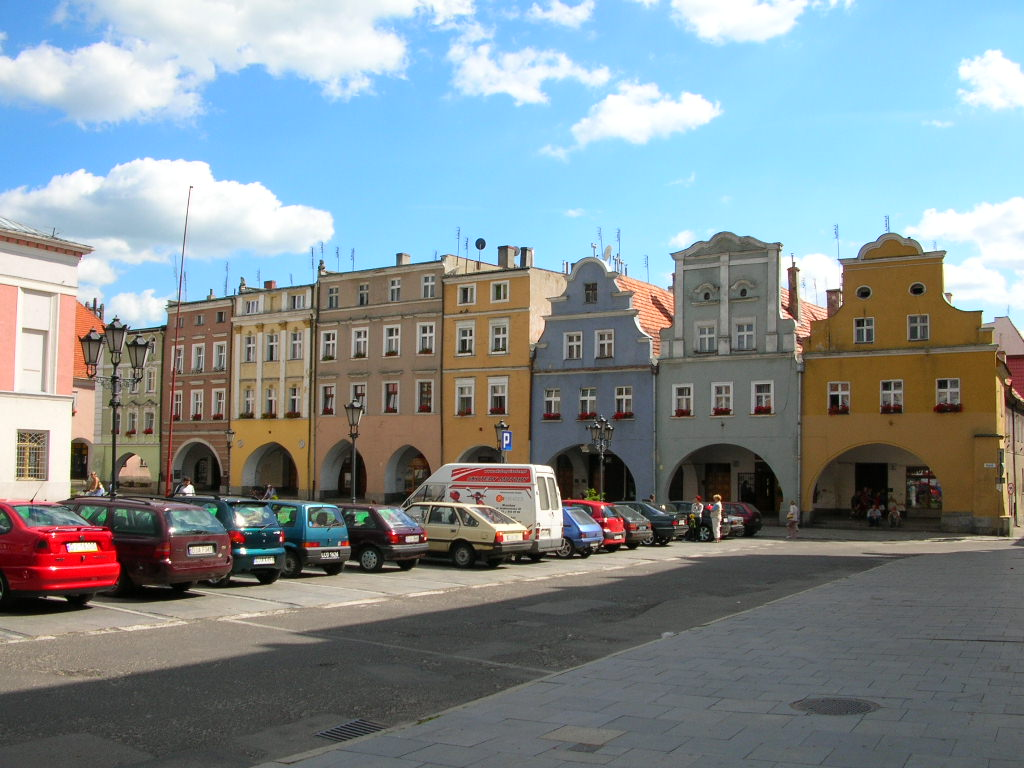
Plaça de l'antic mercat de Jawor